# Deutsches Meisterschaftsrudern 1942
Das 55. Deutsche Meisterschaftsrudern wurde 1942 in Berlin ausgetragen. Im Vergleich zum Vorjahr gab es im Meisterschaftsprogramm eine Änderungen. So wurde bei den Männern der Zweier mit Steuermann aus dem Programm genommen. Insgesamt wurden Medaillen in 12 Bootsklassen vergeben. Davon 8 bei den Männern und 4 bei den Frauen.

## Medaillengewinner

### Männer
| Bootsklasse                           | Gold | Silber | Bronze |
| ------------------------------------- | --- | --- | --- |
| Einer                                 | Heinz Edler (Berliner RV von 1876) | Werner Beesel (RG Elektra Berlin-Oberschöneweide) | Hans Lindenfeld (Berliner RC) |
| Doppelzweier                          | RG Viktoria Berlin-Grünau Arne Christensen Karl-Heinz Götschmann | Rgm. Berliner RC / RV Deutschland Hannover Willi Füth Heinz Neuburger | ARC Rhenus Bonn Karl Broockmann Fritz Lagemann |
| Zweier ohne Steuermann                | Mannheimer RV Amicitia von 1876 Rudi Bosch Gerhard Reichert | Berliner RC Erich Buschmann Helmut Baltrusch | Keine weiteren Boote in der Wertung. |
| Vierer ohne Steuermann                | Berliner RC Gerd Völs Walter Volle Hans Kuschke Herbert Schmidt | Rgm. BSG Allianz Berlin / BSG Schwartzkopf Berlin Erich Combes Joseph Schwarz Willy Krüger Walter Combes                                                                            | Rgm. Berliner RK Hellas / RV Friesen Berlin Ludwig Menzel Otto Kirmse Rudi Klinke Kurt Braschwitz                                                    |
| Vierer mit Steuermann                 | SG Straßburg Paul Dischler Paul Heitz Ernst Gaster Peter Rothley Robert Jenner (Stm.) | Rgm. Wiener RC Donau / Wiener RV Donauhort / RV Friesen / Erster Wiener RC Lia / RV Triton-Pirat Wien Wolfgang Dworzak Herbert Schönthal Kurt Eder Karl Jakob Rudolf Kozanek (Stm.) | Berliner RC Heinz Krohne Werner Röhl Carl Deimel Werner Neißer Wilhelm Mahlow (Stm.)                                                                 |
| Achter                                | Rgm. BSG Allianz Berlin / RG Wiking Berlin / Spindlersfelder RV Sturmvogel / BSG Schwartzkopf Berlin Eugen Baumgärtner Werner Kokoschke Herbert Pirlich Erich Combes Joseph Schwarz Walter Combes Willy Krüger Udo Beier Herbert Winkler (Stm.) | SG Ordnungspolizei Hamburg Hermann Müller Werner Klüß Karl Roose Otto Meschonat Hans Kühlke Bruno Bugenhagen Werner Himmert Hans Küsel Friedrich-Franz Levermann (Stm.)             | Berliner RC Erich Buschmann Paul Rieger Heinz Kaufmann Herbert Schmidt Heinz Krohne Walter Volle Hans Kuschke Helmut Baltrusch Wilhelm Mahlow (Stm.) |
| Leichtgewichts-Einer                  | Heinz Starke (Roßlauer RG) | Kurt Sternberg (RC Germania Tegel) | Walter Berger (Erster Wiener RC Lia) |
| Leichtgewichts-Vierer ohne Steuermann | Rgm. Dessauer RV von 1887 / Roßlauer RG Joachim Frahm Heinz Starke Wilhelm Fienhold Hans-Joachim Ritter | Rgm. Berliner RK Hellas / RV Friesen Berlin Ludwig Menzel Otto Kirmse Rudi Klinke Kurt Braschwitz                                                                                   | RV Collegia Charlottenburg von 1895 Fritz Kaulfuß Paul Kraft Hans-Joachim Schmidt Willy Raschke                                                      |

### Frauen
| Bootsklasse               | Gold | Silber | Bronze |
| ------------------------- | --- | --- | --- |
| Einer                     | Sofie Müller (1. Frauen-RC Hannover)                                                                                     | Susi Foglar (Brünner RC Bruna)                                                                                       | Friedel Haack (Post-SG Frankfurt/Main)                                                                     |
| Doppelzweier              | VfB Reichspost Stettin 08 Grete Rübe Rosemarie Wächter                                                                   | Rgm. ARC Breslau / Post-SG Stephan Hilde Hillmann Ella Droth                                                         | Hamburger RC von 1925 Charlotte Eißner Ellen Kranich                                                       |
| Doppelvierer              | RC Germania Tegel Irmgard Krüger Margarita Kern Liselotte Dreßler Hanne-Lore Adomeit Charlotte Paesler (Stf.)            | Rgm. ARC Breslau / Post-SG Stephan Margot Sommer Anneliese Köbsch Ella Droth Hilde Hillmann Dorothea Hillmann (Stf.) | Ruderbund Froh Volk Liselotte Pantel Friedel Ahlgrimm Gerda Haake Ruth Schulze Gisela Schmidt (Stf.)       |
| Doppelvierer (Stilrudern) | RV Rückertschule Berlin-Schöneberg Ilse Graff Hildegunde Wolff Liselotte Seelhorst Ilse Scheer Ruth Charlé-Franck (Stf.) | RC Germania Tegel Irmgard Krüger Margarita Kern Liselotte Dreßler Hanne-Lore Adomeit Charlotte Paesler (Stf.)        | 1. Frauen-RC Hannover 1928 Ilse Meyer Ingeborg Segelke Gusta Müller Gretel Bischoff Olly Lohsträter (Stf.) |